# Domingos de Andrade Figueira
Domingos de Andrade Figueira (Itaguaí, 24 de julho de 1834 – 14 de agosto de 1910) foi um advogado e político brasileiro.
Formou-se na Faculdade de Direito de São Paulo, em 1857. Depois de fazer carreira como advogado, foi nomeado governador da Província de Minas Gerais em 1868. Elegeu-se deputado pelo Partido Conservador em 1869 e foi deputado da assembléia provincial do Rio de Janeiro entre 1870 e 1872.
Escravista, foi um dos principais adversários do Visconde do Rio Branco na aprovação da Lei do ventre Livre. Foi presidente da Câmara de 5 de maio de 1886 a 4 de maio de 1887.
Combateu os republicanos e, após a Proclamação da República, ainda procurou restaurar a monarquia no Brasil, questionando a sanidade mental de seu desafeto Benjamin Constant. Foi satirizado por Lima Barreto.